# شريكة مرغ تك (كوهباية الغربي)
شریکة مرغ تك (بالإنجليزية: Sherkat-e Margh Tak)‏ هي منطقة سكنية تقع في إيران في قسم کوهبایة الغربي الریفي. يقدر عدد سكانها بـ 62 نسمة .